# Stormbringer (novela)
Portadora de tormentas (en inglés: Stormbringer; pronunciado //) es una novela de espada y brujería escrita por Michael Moorcock, publicada con ilustraciones de James Cawthorn en 1965.
Publicada en castellano por Ediciones Martínez Roca con traducción de Celia Filipetto en 1991.
La novela es una revisión de cuatro historias publicadas de manera periódica entre 1963 y 1964. Estas historias eran ‘El regreso a casa del dios muerto’, ‘Hermanos de la Espada Negra’, ‘Escudo del gigante triste’ y ‘Muerte del Señor Condenado’. 

## Personajes
- Elric de Melniboné: albino, físicamente débil que necesitaba de la magia para adquirir fuerzas. Primo de Dyvim Slorm y esposo de Zarozinia.
- Zarozinia: hija de Lord Voashoon y esposa de Elric.
- Lord Voashoon: padre de Zarozinia y suegro de Elric.
- Tormentosa: espada rúnica de Elric.
- Jagreen Lern: teócrata de Pan Tang.
- Yishana de Jharkor: hermana de Dharmit, ascendió al trono de Jharkor tras la muerte de este.
- Dyvim Slorm: primo de Elric.
- Arioco: deidad del Caos.
- Dharmit de Jharkor: pretendiente al trono de Jharkor, murió en la incursión a Imrryr.